# Irundisaua punctata
Irundisaua punctata är en skalbaggsart som beskrevs av Martins och Maria Helena M. Galileo 2007. Irundisaua punctata ingår i släktet Irundisaua och familjen långhorningar. Inga underarter finns listade i Catalogue of Life.